# Río Yeguas (afluente del Guadalquivir)
El río Yeguas, también llamado en su tramo alto río Pradillo, es un río del sur de la península ibérica que discurre por el límite nororiental que demarca la provincia de Córdoba junto a las provincias de Ciudad Real y Jaén (España).
Este río, además de separar las provincias citadas, separa dos parques naturales de Andalucía, los ubicados en la Sierra de Andújar y en la Sierra de Cardeña y Montoro.

## Curso
Generalmente se considera que el Yeguas nace de la confluencia del río Cereceda con el río del Pueblo, en el término municipal ciudadrealeño de Fuencaliente, donde toma el nombre de río Pradillo. Desde su nacimiento fluye en dirección noroeste-sureste por la provincia de Ciudad Real, cambiando más adelante en la provincia de Jaén en dirección norte-sur hasta desembocar en el Guadalquivir, entre los términos de Montoro y Marmolejo. Poco antes de su desembocadura se forma el embalse de Yeguas. 
El río Yeguas trasncurre por parajes serranos de baja montaña durante casi todo su recorrido y solamente en su tramo final atraviesa una zona de campiña. Uno de los rasgos más singulares del río es que no atraviesa ningún núcleo de población y las edificaciones rurales están muy dispersas, por lo que se caracteriza por ser un entorno natural. Además, al servir de límite entre dos parques naturales, casi todo su curso está protegido.

## Afluentes
Los principales afluentes del Yeguas, en dirección aguas abajo, son: 
- en la provincia de Ciudad Real: 
  - río Cereceda
  - arroyo de los Puertos
  - río Navaleja

- en la provincia de Córdoba: 
  - arroyo Navaltorno
  - arroyo de la Enguijuela
  - arroyo del Fraile
  - arroyo del Socorrejo
  - arroyo Valdecañas
  - arroyo Valdeaparicio
  - arroyo Almadenejos
  - arroyo Valdefernando
  - arroyo de los Cambios
  - arroyo del Tamujoso
  - arroyo del Moral de Pobledillo
  - arroyo Fresnedoso

- en la provincia de Jaén: 
  - río Valmayor
  - arroyo del Cóndalo
  - arroyo Garganta de Valdequemado
  - arroyo de la Aliseda
  - arroyo Valhondillo
  - río Cabrera
  - barranco Colondreras
  - barranco del Agua
  - arroyo del Comisario